# Amber Case

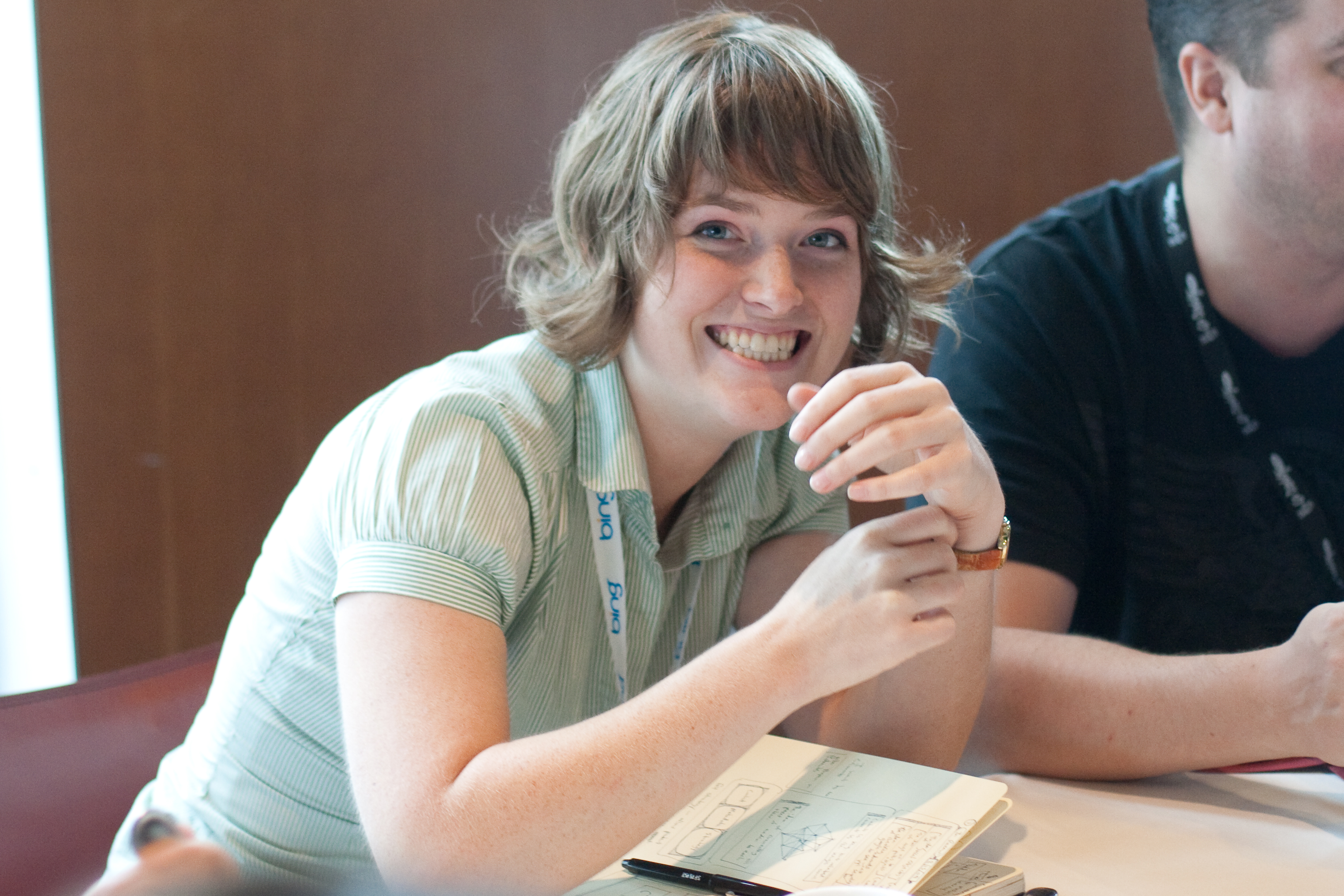
Amber Case năm 2009.

Amber Case (sinh tại Portland, Oregon) là một nhà nhân chủng học sinh vật cơ khí hóa, nhà thiết kế trải nghiệm người dùng và diễn thuyết trước công chúng người Mỹ. Cô chuyên nghiên cứu sự tương tác giữa con người và công nghệ.

## Tiểu sử
Case chào đời khoảng năm 1986. Cô tốt nghiệp chuyên ngành xã hội học tại Trường Đại học Lewis & Clark năm 2008, từng chấp bút viết luận án về điện thoại di động. Năm 2008, cô đồng sáng lập CyborgCamp, một loại hình phi hội nghị bàn về tương lai của con người và máy tính.
Năm 2010, Case và Aaron Parecki cùng nhau thành lập Geoloqi, một công ty phần mềm định vị. Công ty được hãng Esri mua lại vào năm 2012. Năm 2015, Case rời Esri để làm việc cho một công ty mới có tên là Healthways trên cương vị giám đốc điều hành.
Trong công việc của mình, Case thường tuyên bố rằng tất cả chúng ta đều từng là sinh vật cơ khí hóa (cyborg), vì sinh vật cơ khí hóa chỉ đơn giản là một con người tương tác với công nghệ. Theo Case, công nghệ không nhất thiết phải được cấy ghép: nó có thể là một phần mở rộng về mặt thể chất hoặc tinh thần. Cô đưa ra lập luận rằng ngày nay chúng ta có hai bản thể: một thể kỹ thuật số, một thể vật lý. Trọng tâm chính của cô trong những năm gần đây là công nghệ Calm, một loại hình công nghệ thông tin mà sự tương tác giữa công nghệ và người dùng được thiết kế xảy ra nằm ngoài tầm của người dùng thay vì liên tục nằm ở tâm điểm của sự chú ý. Case mô tả nó như một dạng công nghệ "vượt ra khỏi con đường của bạn và cho phép bạn sống cuộc đời của mình." Năm 2015, cô xuất bản cuốn sách mang tựa đề 'Calm Technology' về chủ đề này.

## Tác phẩm
- An Illustrated Dictionary of Cyborg Anthropology (CreateSpace, tháng 1 năm 2014) [7]
- Designing Calm Technology (O'Reilly Books, tháng 10 năm 2015)[8]
- Designing with Sound: Fundamentals for Products and Services (đồng tác giả Aaron Day) (O'Reilly Media, Inc., tháng 12 năm 2018)
- A Kids Book About Technology (A Kids Book About, 2021)[9]

## Giải thưởng
Năm 2010, tạp chí Fastcompany đã vinh danh Case là một trong những phụ nữ có ảnh hưởng nhất trong lĩnh vực công nghệ.

## Hiện diện
Tháng 1 năm 2011, Case đã thực hiện buổi hội thảo TED Talks mang tên 'We Are All Cyborgs Now.' 
Case đã có buổi nói chuyện tại hội nghị 'ePharma IMPACT' năm 2019, diễn ra vào ngày 19–21 tháng 3 năm 2019 tại New York, NY.